# Paul Wartelle
Paul Wartelle (Lilla, Nord, 9 de gener de 1892 – Lilla, 7 de desembre de 1974) va ser un gimnasta artístic francès que va competir en els anys posteriors a la Primera Guerra Mundial. Era germà del també gimnasta Julien Wartelle.
El 1920 va prendre part en els Jocs Olímpics d'Anvers, on guanyà la medalla de bronze en el concurs complet per equips del programa de gimnàstica.